# Айраг
Айраг — сомон у Східно-Гобійському аймаку Монголії. Територія 7,4 тис км², населення 3,2 тис. чол.. Центр – селище Цагаандоролж розташований на відстані 135 км від Сайншанду та 330 км. від Улан-Батора.

## Рельєф
Гори Хайлсин Ундур (1264 м), степи та долини Шандат, Буйлах, Жаргалант, Самбай, Дов, Хонгор та ін.. Річок та струмків нема, але є невеликі озера.

## Клімат
Середня температура січня -15-20 градусів, липня +22-24 градуси.

## Тваринний світ
Водяться гірські барани, вовки, лисиці, дикі кози, манули, зайці, антилопи.

## Соціальна сфера
Працює середня школа, лікарня, торговельні установи.

## Корисні копалини
Плавиковий шпат, будівельна глина, дорогоцінне каміння. сомон є центром добування плавикового шпату, а його переробка відбувається в місті Бор-Ундер де є ряд ГОКів з первинної обробки шпату, куди сировина транспортується залізницею.

## Транспорт
Через сомон проходить трансмонгольська залізниця, станція Айраг.